# Línea Tokyu Ikegami
La línea Ikegami (池上線 Ikegami-sen?), operada por Tokyu, conecta la estación de Gotanda, Shinagawa, con la estación de Kamata, Ōta. Sus siglas son IK.

## Historia
Esta línea fue inaugurada en 1922 por Ferrocarriles de Ikegami. Nació para transportar peregrinos al Ikegami Honmon-ji, lugar donde falleció el monje budista Nichiren. El trazado ferroviario que comprende la estación de Kamata y la de Ikegami es el más antiguo de todas las líneas operadas por Tokyu. En 1934, la línea es adquirida por Ferrocarriles de Meguro-Kamata (la actual Tokyu) de Keita Goto.

## Material móvil

### Material empleado en la actualidad
Por esta línea circulan los mismos trenes que por la línea Tokyu Tamagawa. Todos los trenes cuentan con una estructura de tres vagones y tienen su depósito en Yukigaya.

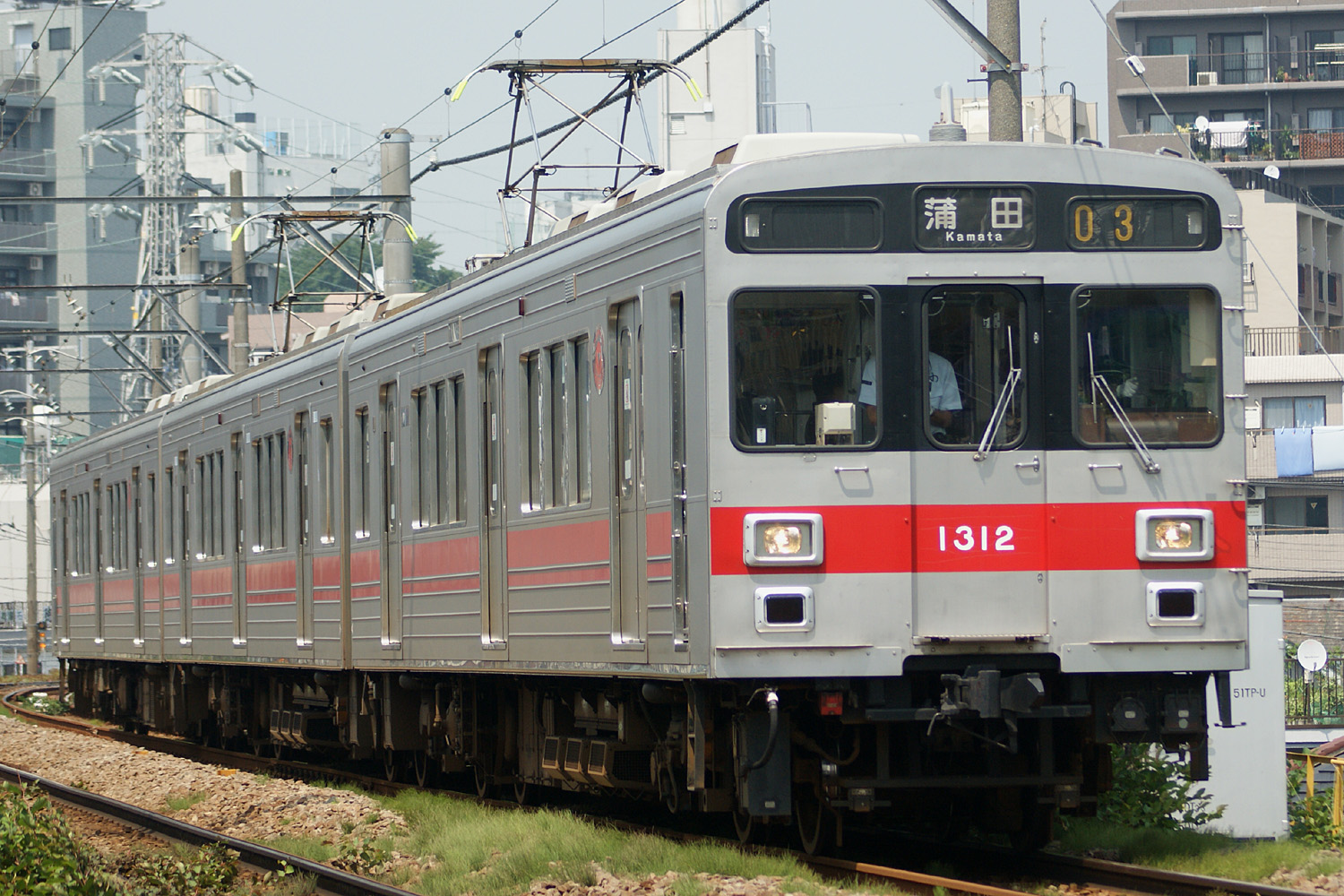
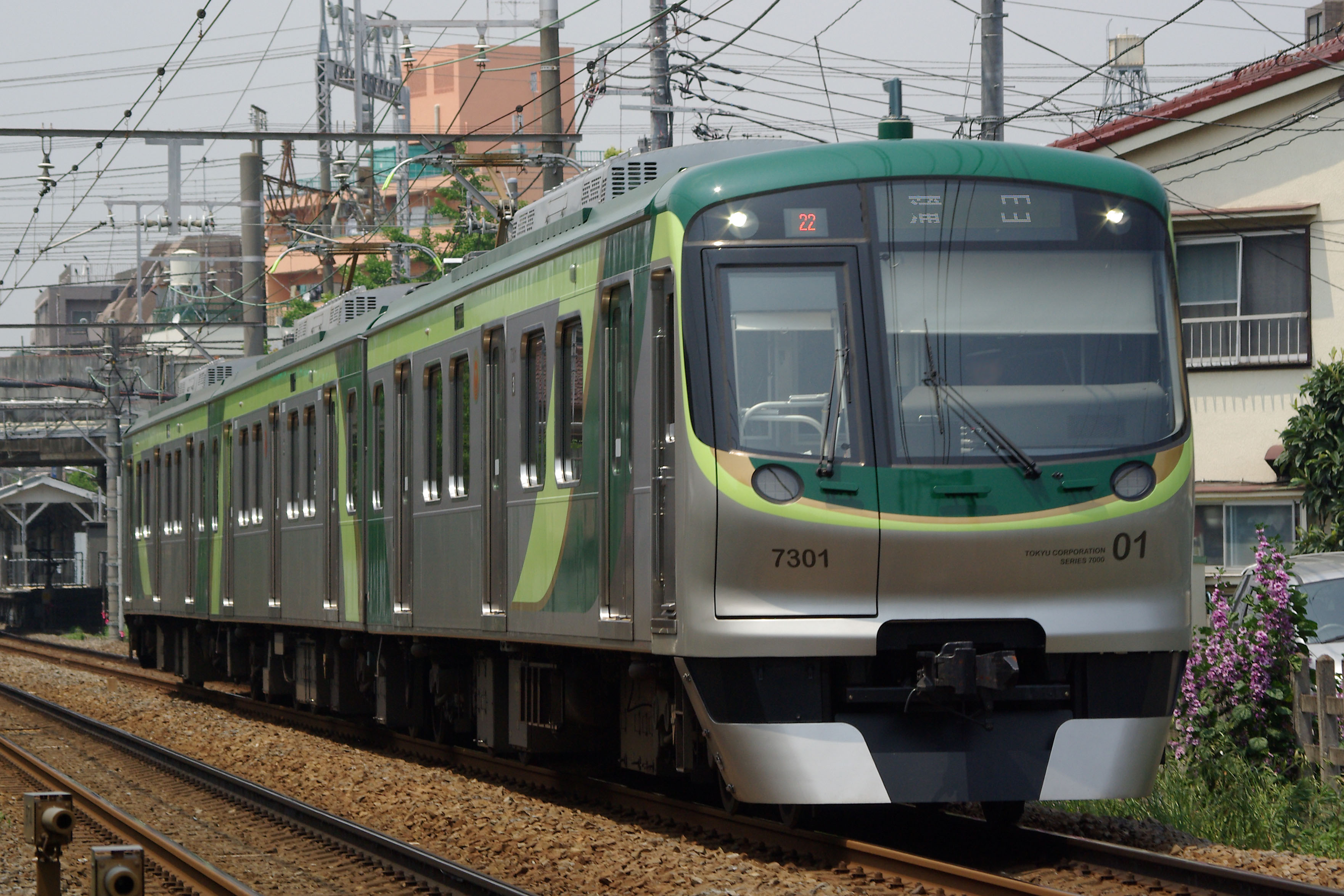

- Serie 1000
- Serie 7000

### Material empleado en el pasado
Aquí se muestran los trenes que circularon anteriormente desde que la línea Ikegami pasó a formar parte de Tokyu.
- Serie 7700 (1995-2018)
- Serie 7600 (1989-2015)
- Serie 7200 (1984-1995)
- Serie 3000(hasta 1984)

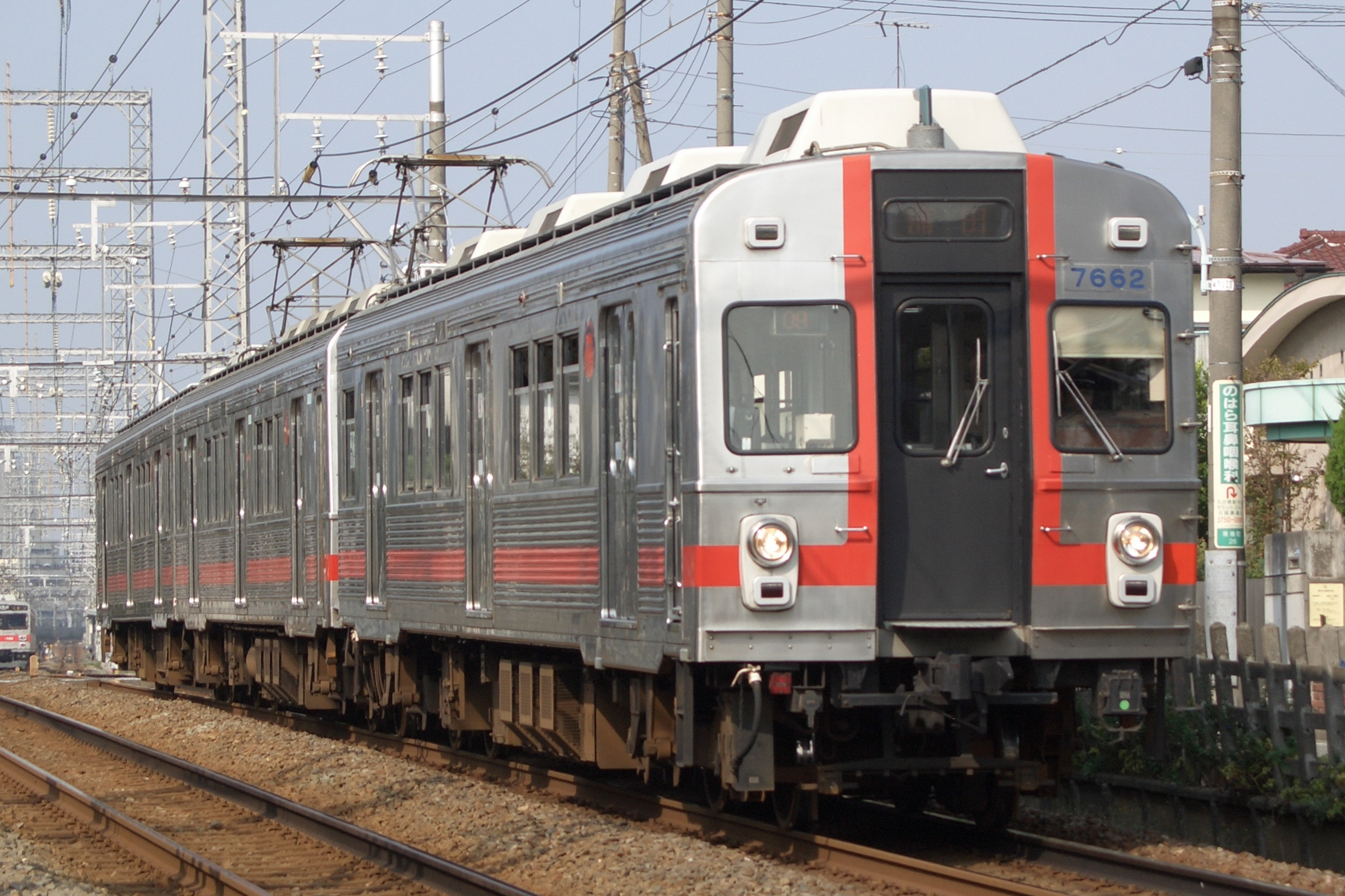
Serie 7600 (2006)
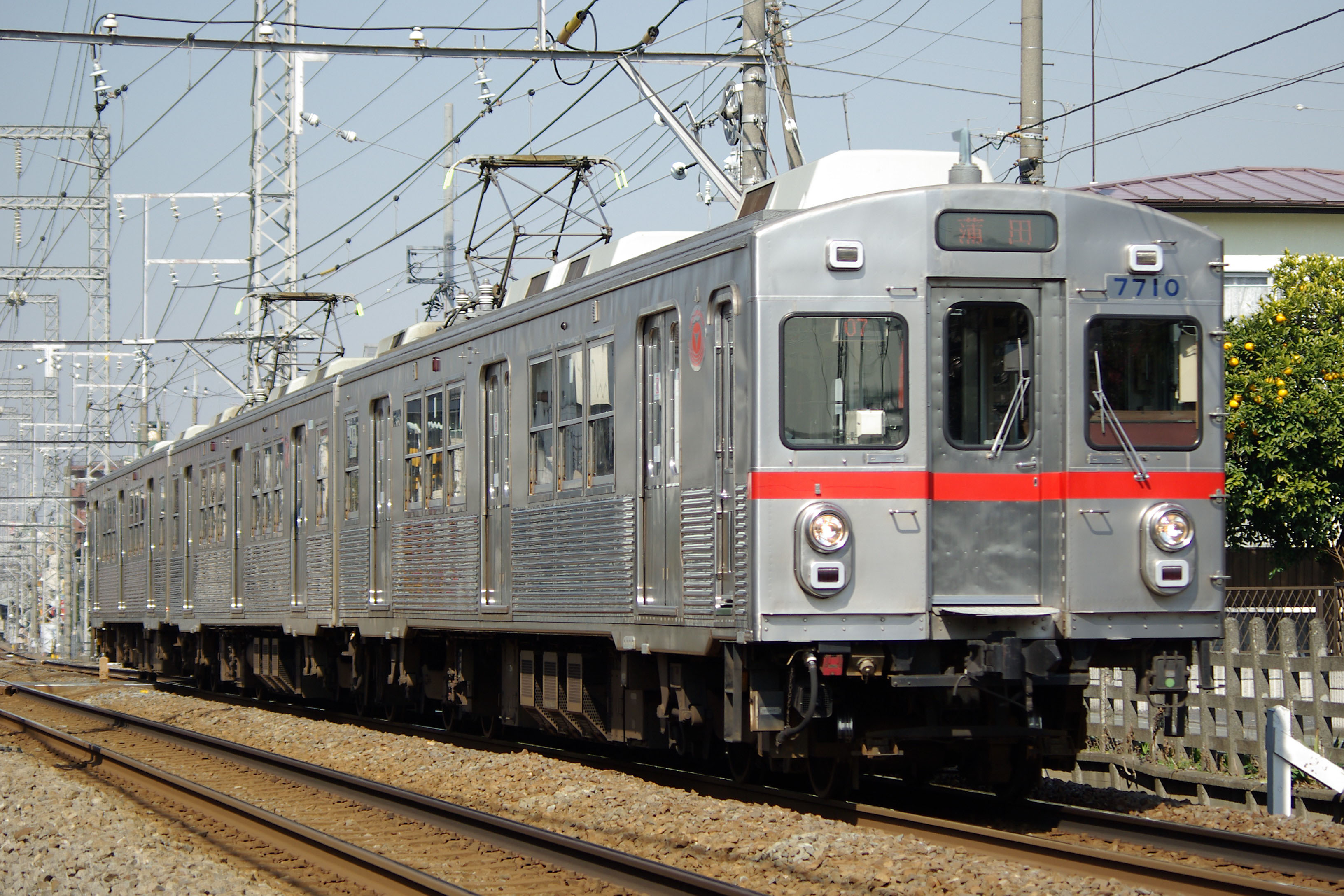
Serie 7770 (2007)
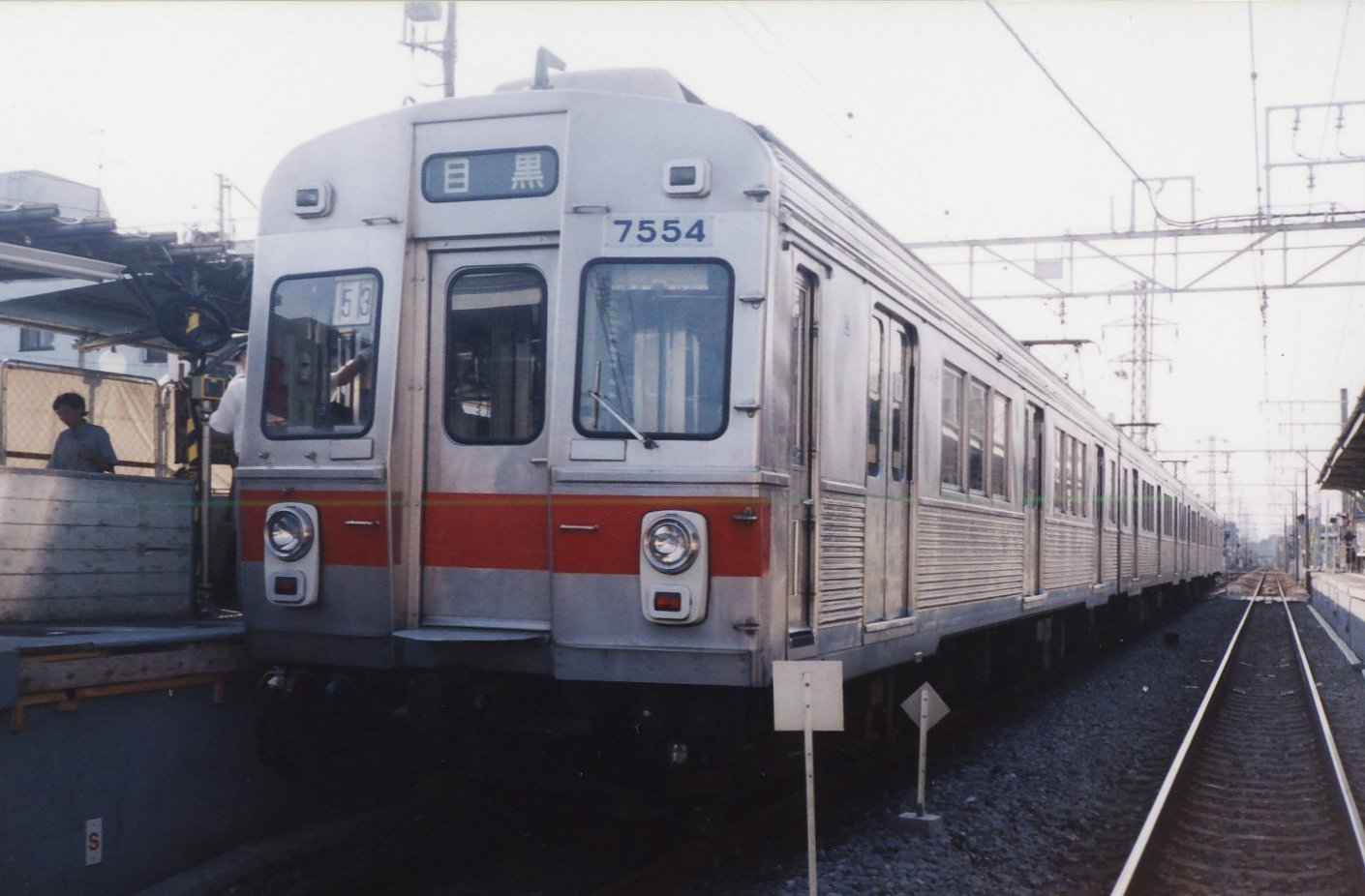
Serie 7200
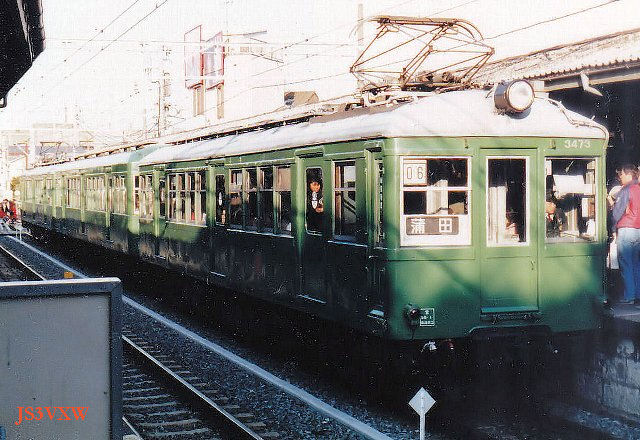
Serie 3000

## Estaciones
| Código | Estación        | Correspondencia | Barrio    |
| ------ | --------------- | --------------- | --------- |
| IK01   | Gotanda         |                 | Shinagawa |
| IK02   | Osakihirokoji   |                 | Shinagawa |
| IK03   | Togoshi-ginza   |                 | Shinagawa |
| IK04   | Ebara-nakanobu  |                 | Shinagawa |
| IK05   | Hatanodai       |                 | Shinagawa |
| IK06   | Nagahara        |                 | Ota       |
| IK07   | Senzoku-ike     |                 | Ota       |
| IK08   | Ishikawa-dai    |                 | Ota       |
| IK09   | Yukigaya-otsuka |                 | Ota       |
| IK10   | Ontakesan       |                 | Ota       |
| IK11   | Kugahara        |                 | Ota       |
| IK12   | Chidoricho      |                 | Ota       |
| IK13   | Ikegami         |                 | Ota       |
| IK14   | Hasunuma        |                 | Ota       |
| IK15   | Kamata          |                 | Ota       |